# Championnat de Suisse de combiné nordique 2011
Le championnat de Suisse de combiné nordique 2011 s'est déroulé le 8 octobre 2011 à Einsiedeln. L'épreuve de saut s'est déroulée sur un tremplin normal (K105). La course de fond, d'une distance de 10 kilomètres effectuée sur des ski-roues, a couronné Tim Hug.

## Résultats

### Seniors
| Rang | Athlète             |
| ---- | ------------------- |
| 1    | Tim Hug             |
| 2    | Seppi Hurschler     |
| 3    | Christian Erichsen  |
| 4    | Ivo Hess            |
| 5    | Jan Kirschhofer     |
| 6    | Raphael Heimgartner |
| 7    | Sven Fawer          |
| 8    | Samuel Wiget        |
| 9    | Lukas Niedhart      |
| 10   | Jannick Kaufmann    |
| 11   | Felix Kopp          |

### Juniors
| Rang | Athlète             |
| ---- | ------------------- |
| 1    | Jan Kirschhofer     |
| 2    | Raphael Heimgartner |
| 3    | Sven Fawer          |
| 4    | Samuel Wiget        |
| 5    | Lukas Niedhart      |
| 6    | Jannick Kaufmann    |
| 7    | Felix Kopp          |